# Marktkreuz (Coldingham)

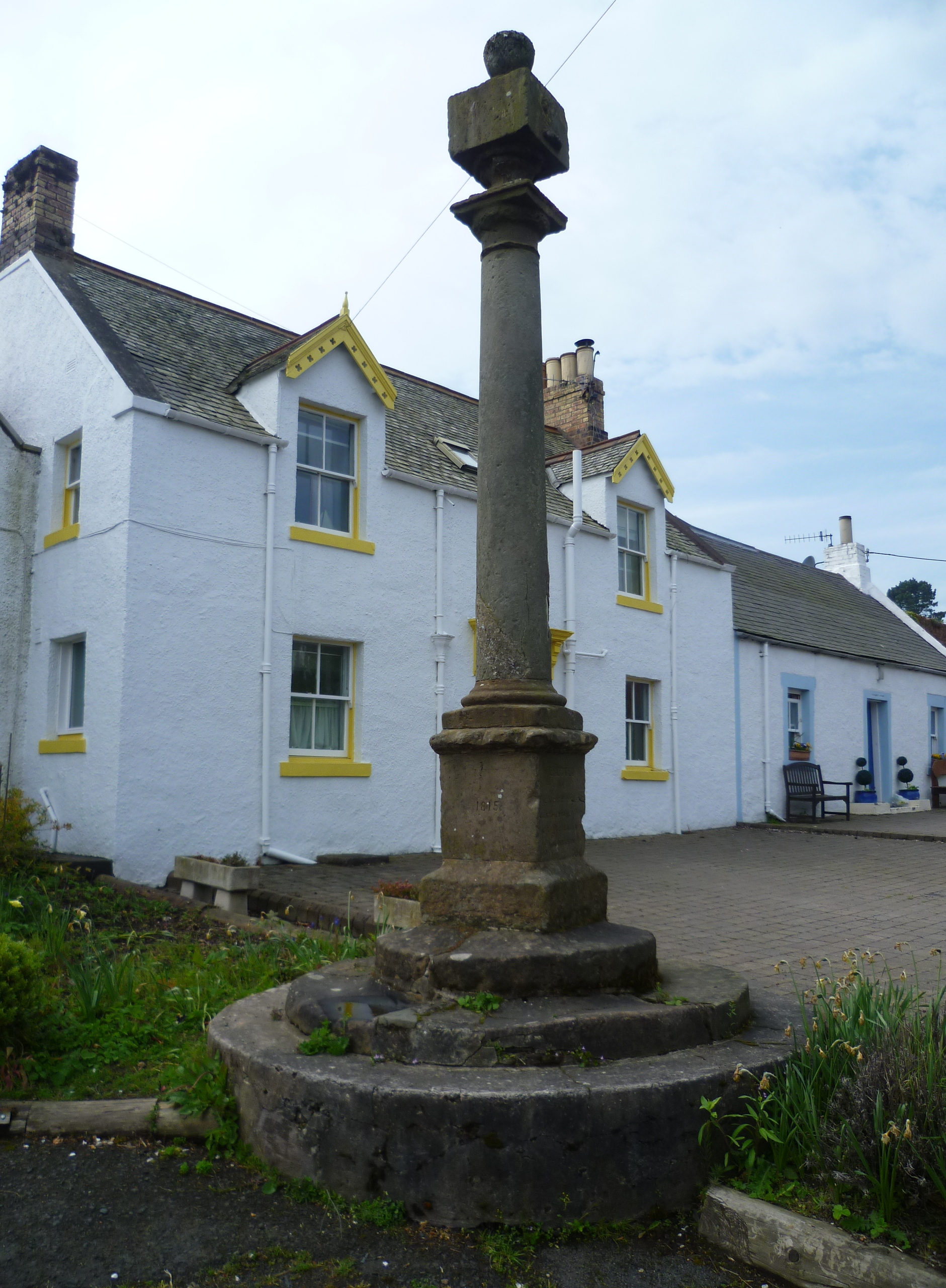
Das Marktkreuz von Coldingham

Das Marktkreuz von Coldingham ist ein Marktkreuz in der schottischen Ortschaft Coldingham in der Council Area Scottish Borders. 1971 wurde das Bauwerk in die schottischen Denkmallisten in der höchsten Denkmalkategorie A aufgenommen.

## Beschreibung
In Coldingham befand sich bereits vor Errichtung des heutigen Marktkreuzes ein Vorgängerkreuz. Das heutige Marktkreuz wurde im Jahre 1815 von Alexander Home, 10. Earl of Home gestiftet. Ob es sich am selben Ort wie das ältere Kreuz befindet, ist nicht bekannt. Das cremefarbene Sandsteinbauwerk ruht auf einem dreistufigen runden Podest. Den Unterbau bildet ein Sockel mit quadratischem Grundriss und abschließendem, gekehltem Gesimse. Während an der Nordseite eine Inschrift zu finden ist, zeigt die Ostseite das Baujahr. Darauf ruht ein runder Schaft mit abschließendem Kapitell. Auf dem Kapitell setzt sich das Kreuz mit einem Quader fort, der auf drei Seiten Sonnenuhren, und auf einer Seite das Wappen der Earls of Home zeigt. Auf dem Quader schließt das Bauwerk mit einer Urne.